# Таматархская епархия
Тама́тархская епа́рхия (Ма́трахская епа́рхия, Тмутарака́нская епа́рхия)— древняя православная епархия Константинопольского Патриархата на Таманском полуострове с центром в городе Тама́тарха. Известна с конца VIII века до конца XIV века.

## Ранний период
О церковной организации на Тамани первых веков христианства практически ничего неизвестно. Самая древняя епархия региона, Боспорская, известная с 20-х годов IV века, находилась на крымском берегу Керченского пролива, и, вероятно, распространяла свою власть и на противоположный, таманский берег. К VI веку относится единичное упоминание епископской кафедры в соседней с Гермонассой Фанагории: среди подписей участников Константинопольского собора 518 года есть подпись и Фанагорийского епископа Иоанна. Возможно, Фанагорийская кафедра в это время была центром епархии, в которую могла входить и Гермонасса.
Найденные остатки части рельефа с изображением ангела и капитель ранневизантийской мраморной колонны позволяют предположить существование в Гермонассе христианской базилики в V веке.
Интересное предположение о возникновении епархии в Гермонассе-Таматархе высказал В. Г. Васильевский. Когда в 548 году готы-тетракситы просили императора Юстиниана о поставлении им епископа, они имели в виду именно Таматарху, так как Фанагория в это время, как пишет Прокопий, была разрушена. Иными словами, по мнению Васильевского, началом Таматархской епархии мог стать перенос епархиального центра из пострадавшей Фанагории в середине VI века. Однако в начале VII века среди кафедр Северного Причерноморья мы не встречаем ни Фаногорийскую, ни Таматархскую. Названы три епархии: Херсонская, Боспорская и Никопская.
Первое упоминание епархии Таматархи относится к концу VIII — началу IX века в так называемой «Нотиции де-Боора». В списке епархий Константинопольского патриархата она значится в составе Готской митрополии и стоит среди её епископий на последнем, 7-м месте. Все перечисленные епархии находятся на землях Хазарского каганата. Упоминается как Τυμάταρχα. Однако в следующих нотициях Таматархская епископия исчезает вместе со своей митрополией. По мнению В. А. Мошина обширнейшая, вплоть до Итиля в устье Волги, Готская митрополия была создана в миссионерских целях, но проект успеха не имел, и она была упразднена.
О епархии в Таматархе вплоть до конца IX — начала X века более ничего не слышно. Вновь она упоминается в уставе императора Льва Мудрого «О чине митрополичьих церквей, подлежащих патриарху Константинопольскому» на 39-м месте.
Возможно, в титуле участвовавшего в Константинопольском соборе 879 года Βαάνις των Μαστραβον надо читать Μάτραχον, по меньшей мере другого объяснения этой записи не находится.
В X веке, после разгрома Хазарского каганата и устранения хазарской администрации в результате походов Святослава в 60-х годах, Таматарха становится центром фактически восстановленной Зихийской архиепископии и называется в разных документах либо Таматархской, либо Таматархской и Зихской.

## Епархия Таматархи и Зихии
В нотиции времени Иоанна Цимисхия (969-976гг) вместо архиепископии Зихии появляется автокефальная архиепископия Таматархи и Зихии (ο Ματράχων ητοι Ζικίας). Иными словами, епархии были объединены, а кафедра из Никопсиса перенесена в Таматарху. Зихийская епархия исчезает из списков начала X века, что, по мнению В. А. Мошина означает, что уже тогда существовала объединённая епархия.

## Русский период
После походов Святослава против Хазарии и разрушения Хазарского каганата, а также после похода на Корсунь (Херсон) Владимира в 987—989 годах Таматарха более чем на 100 лет оказывается под управлением русских князей. Однако нет никаких оснований предполагать в это время существование Тмутараканской епархии Киевской митрополии. На этот момент в Тмутаракани существовала автокефальная, то есть в терминах того времени подчинённая непосредственно Константинопольской патриархии, архиепископия. Предполагать понижение статуса епархии и переподчинение её недавно возникшей Киевской митрополии — вряд ли уместно. Предполагать существование «параллельной» русской епархии, так же неверно. Это означало бы схизму, но киевские митрополиты, за исключением недолгого нахождения на Киевской кафедре Илариона, — греки, и вряд ли они бы это допустили. Единственный возможный вывод: всё это время в Тмуторокани существует автокефальная архиепископия Константинопольского патриархата, и предстоятели на неё назначаются из Константинополя.
Всего же за этот период есть упоминание только о трёх Таматархских владыках. Это архиепископ Антоний, известный нам по найденным моливдовулам на греческом языке. Время его предстоятельства определяется 40-е — 50-е годами XI века. Есть упоминание о неизвестном архиепископе во второй половине XI века. Известен «епископ Тмутороканский» Николай, инок Киево-Печерского монастыря. Он дважды упоминается в Киево-Печерском патерике. Один раз среди постриженников монастыря, ставшими епископами (письмо Симона к Поликарпу). Второй раз — в житии Никиты Затворника. Здесь он назван среди тех монахов монастыря, которые молились за Никиту. Таким образом, Николай был среди наиболее авторитетных насельников Печерского монастыря. Этот момент поддаётся датировке, и можно утверждать, что в 1078 году Николай был в Киеве, в своём монастыре.
Появление русского епископа на кафедре города за пределами Руси многим представляется малоправдоподобным. В. А. Мошин предполагает два варианта решения этого вопроса. Либо Николай поставлен был волей русского князя во время отсутствия греческого иерарха, либо же Николай был поставлен непосредственно Константинополем. Второй вариант кажется исследователю более предпочтительным. В действительности вряд ли русский князь в этом многоплемённом городе имел возможность по-своему распоряжаться епископской кафедрой. При определённом стечении обстоятельств Константинополь вполне мог поставить епископом русского монаха.
Наиболее вероятное время епископства Николая — второе правление Олега Святославовича (1083—1094). В 1079 году Олег был схвачен местными хазарами и выдан византийским властям. Однако, после ссылки на остров Родос, вернулся в 1083 году, очевидно, с военной силой. Без воли Константинополя триумфальное возвращение Олега было бы невозможно, и, следует полагать, что на него были наложены определённые обязательства. Вероятно, Олег вернулся как византийский наместник. Косвенным подтверждением тому служит факт, что после его отъезда в 1094 году Тмутаракань более не упоминается в русских летописях, а через время империя возвращает над ней контроль. Возможно, на это время и приходится нахождение Николая на архиепископской кафедре. В этот период архиепископии Матрахи и Зихии (1084—1095) вновь упоминаются раздельно. В последующих документах самостоятельная епархия в Матрахе более не упоминается.
Результаты раскопок показали, что и в русский период население Таматархи сохраняло свой многонациональный состав, состоящий из греков, хазар, касогов, зихов, евреев, а славянская община не занимала какого-либо значительного положения. В связи с этим было высказано предположение, что каждая община имела своих пастырей, поставляемых от своих епископов: местная община от Таматархского епископа, а русская — с Руси. Найденная на стенах киевского Софийского собора надпись-граффити позволяет предполагать, что по меньшей мере часть местного населения могла быть прихожанами русских храмов и знать русский язык. Автор надписи называет себя Дедильцем-касогом и тмутараканцем.

### Никон Печерскийи монастырь Пресвятой Богородицы

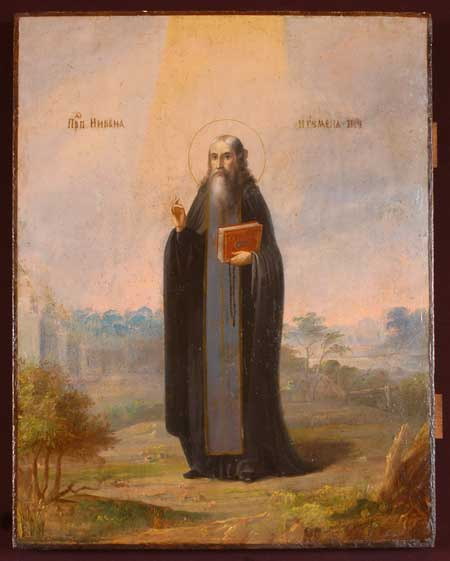
Преподобный Никон Печерский

Один из основателей русского монашества и начальник русского летописания преподобный Никон Печерский дважды подолгу жил в Тмутаракани: в первый раз с 1061 по 1067 годы, во второй — 1073—1077. Известно, что Киев он покинул в результате размолвки с великим князем Изяславом. О других обстоятельств ухода Никона из Киева мы не знаем. Преподобным Никоном вблизи Тмутаракани был основан монастырь во имя Пресвятой Богородицы. Киево-Печереский патерик сообщает об этом:

«Великий же Никонъ отъиде въ островь Тмутороканьский, и ту обрете мѣсто чисто близъ города и сѣдѣ. И Божьею благодатью възрасте мѣсто то, и церьковь святыя Богородици възгради на немь; и бысть монастырь славенъ, иже и донынѣ есть, прикладъ же имый в сей Печерьский монастырь»— Киево-Печерский патерик
«Приклад» — то есть подворье. Иными словами, монастырь Никона был подворьем Киево-Печерского монастыря и, следовательно, находился в юрисдикции Киевского митрополита. Других сведений о Тмутараканском монастыре Пресвятой Богородицы, его устройстве, насельниках, точном местоположении — нет. Однако раскопанное в 2005 году на горе Зеленской в окрестностях Тамани поселение XI века вполне может оказаться монастырём преподобного Никона.
Для церковной истории Таматархи интерес представляет найденная в начале прошлого века на Тамани мраморная плита с надписью на греческом. К сожалению, место и обстоятельства находки остались неизвестными. Судя по всему плита была вмурована в стену, возможно церкви. Надпись на плите сообщает о смерти монаха Иоаникия, который назван οικοδόμος, что можно понимать и как монастырский строитель, и как учредитель. Из надписи ясно, что жил Иоаникий и скончался в стенах построенного им монастыря. Приведена точная (вплоть до часа) дата смерти монаха: 23 октября 1078 года. По всей видимости, он был грек. Е. Ч. Скржинская предполагает, что речь идёт о Богородичном монастыре преподобного Никона. Действительно, строительство монастыря, о котором упоминается на плите, не могло отстоять от даты смерти более чем на несколько десятков лет и, в любом случае, приходится на «русский» период. По мнению исследовательницы, в этих местах, не удобных для монашеских подвигов, не могло было быть большого числа монастырей. А привлечение греков к строительству церквей — обычная практика. Так что предположение о участии Иоанникия в строительстве монастыря вполне правдоподобно.

### Церковь Пресвятой Богородицы
Ещё в 1022 году после известной победы над касожским князем Редедей князь Мстислав приказал заложить церковь Пресвятой Богородицы. Фундаменты церкви были обнаружены и раскопаны Б. А. Рыбаковым в 50-х годах XX века. Храм имел размеры 16,5×10,65. Из-за разрушений трудно определить, сколько апсид имел храм. Технология формирования фундамента — аналогична технологии, применённой при строительстве Десятинной церкви в Киеве. За исключением скромных находок, указывающих на существование раннесредневековой базилики в Гермонассе — это единственная церковь, обнаруженная на территории городища.

## Последний период
Ещё при князе Олеге Святославовиче архиепископия была разделена на Зихийскую с центром в Никопсисе и Матрахскую. Но при патриархе Константинопольском Луке Хрисоверге (1156—1169) она упоминается в составе архиепископии Готии-Матрахи. Епархия Зихии (без Матрахи) упоминается при Ангелах (XII-начало XIII). В XIII веке упоминается Зихо-Матрахская епархия, которая вскоре становится митрополией. С 1318 года в источниках упоминается самостоятельный митрополит Зихии с титулом «Зихо-Матархского». Последние сведения о митрополии Зихии и Матархи относятся к концу XIV века: в 1396 году упоминается митрополит Иосиф.

## Католическая епархия в Матрахе
В середине XIV в Матрахе возникает параллельная католическая епархия, получившая название по итальянскому названию города Матрегской. Этому предшествовала активная миссионерская деятельность католических проповедников и проникновение представителей католических итальянских республик Венеции и Генуи в Северное Причерноморье. Католицизм принимает в основном черкесская знать.
В 1349 году первым католическим архиепископом Матреги был поставлен францисканец Иоанн, черкес по происхождению. Известно, что Иоанн Зихский умер в 1376 году. Кто занимал после него кафедру, и какова была её судьба — неизвестно. С 1419 года Матрега становится итальянской синьорией. Вплоть до 1482 года ей владеют представители католической аристократической генуэзской фамилии де Гизольфи.

## Упоминания архиереев Таматархской и Зихской и Матрахской епархий[26]
- 30-е — 50 е годы XI века — Антоний. Известны 3 печати с его именем, упоминания в актах патриархии.
- Кон. XI — нач. XII в. — Николай Тмутараканский. Упоминается в Киево-Печерском патерике.
- 1169 — Аноним.
- XII в. — Константин. Известна печать.
- Кон. XII в. — Феодосий.
- 1276 — Сообщение о намерении митрополита Зихии посетить в Крыму переселенцев из Зихии.
- 1285 — Василий.
- 1310 — Митрополит Зихии был низложен за симонию.
- 1317—1318 — Митрополит Зихии и Матрахи упоминается в патриарших актах.
- 1344—1346/47 — Каллиник.
- 1365 — Митрополит Зихии и Матрахи упоминается в патриарших актах.
- 1394 — Митрополит Никодим.
- 1396 — Митрополит Иосиф.